# لقلقي ثلاثي الأوراق
لقلقي ثلاثي الأوراق (الاسم العلمي:Pelargonium triphyllum) هو نوع من النباتات يتبع جنس اللقلقي من الفصيلة الغرنوقية.